# Smolna (Rybnik)
Smolna (niem. Smollna, 1581 Smolno) – dzielnica miasta Rybnik od 1907 r. położona w południowej części miasta. Zamieszkuje ją 6693 osób.

## Położenie
Dzielnica graniczy ze śródmieściem Rybnika od jego południowej strony. 
Dojazd: autobusami komunikacji miejskiej do przystanku „Smolna Osiedle” liniami 1, 2, 3, 4, 6, 7, 8, 9, A. Znajduje się przy drodze krajowej nr 78. Ulica Wodzisławska, jako jedna z osi dzielnicy, przebiega od ronda u zbiegu ulic Hallera, Raciborskiej i Dworek w kierunku południowym aż do Radlina i dalej do Wodzisławia Śląskiego.

## Nazwa
Wieś wzmiankowana po raz pierwszy w łacińskim dokumencie z 1223 roku wydanym przez biskupa wrocławskiego Lorenza gdzie zanotowana została w obecnej polskiej formie „Smolna”.
Według Heinricha Adamy'ego nazwa miejscowości pochodzi od polskiej nazwy "smoły" i wiąże ją z miejscem jej produkcji. W swoim dziele o nazwach miejscowych na Śląsku wydanym w 1888 roku we Wrocławiu  jako najstarszą zanotowaną nazwę miejscowości wymienia on w obecnej polskiej formie Smolna podając jej znaczenie „Teerosenplatz” czyli po polsku „miejsce smoły”.

## Kultura
Od kilku lat prężnie rozwija się życie społeczno - kulturalne dzielnicy. Do kalendarza imprez miejskich na stałe wpisały się m.in.:
- cykliczne Spotkania Smolnioków, odbywające się z okazji Nowego Roku i Pierwszego Maja
- organizowane w każdy Tłusty Czwartek spotkania seniorów
- odpust parafialny w dniu jej patrona, św. Józefa Robotnika
- Dzień Dziecka, organizowany w stadninie koni Rancho Gena
- Mikołajki

Co roku Rada Dzielnicy organizuje kilka turniejów darta, skata i tenisa stołowego. Do tradycji przeszły także festyny SP2, odbywające się w dniu Bożego Ciała oraz Festyn Rodzinny, organizowany przez Przedszkole nr 17.

## Zabytki
W dzielnicy nie ma obiektów zabytkowych. Jest jednak kilka ciekawych miejsc i zakątków, w których mieszkańcy spędzają wolny czas. Często odwiedzane są, szczególnie przez młodych mieszkańców, stadnina koni Ranczo Gena oraz korty tenisowe Alicja. Popularność zyskała sobie również grota solna. Dzielnica może się natomiast pochwalić ciekawostką przyrodniczą. Na jej terenie, dokładnie na placu kościelnym parafii Św. Józefa, rosła 160-letnia wierzba krucha. Drzewo w swym obwodzie liczyło 540 centymetry, zgodnie z uchwałą rady miasta i wniosku zakonu braci mniejszych zostało wycięte w kwietniu 2012 r. Na uwagę zasługują przydrożne krzyże i kapliczki przy ul. Raciborskiej, Wodzisławskiej, Krzyżowej i Wiejskiej.
Od listopada 2006 roku w internecie funkcjonuje portal dzielnicy Smolna.

## Obiekty i instytucje
- Osiedle Kilińskiego
- Szkoła Podstawowa nr 2 - wybudowana w 1879 roku, jeden z najstarszych obiektów tego typu w mieście
- Szkoła Podstawowa nr 34 - siedziba Rady Dzielnicy
- Przedszkole nr 2
- Przedszkole nr 17 im. Jana Brzechwy
- Zespół Pieśni i Tańca „Przygoda” - odnoszący sukcesy w kraju i za granicą
- Biblioteka i czytelnia dla dzieci - filia 6 oddział dla dzieci PiMBP w Rybniku
- Kościół oo. Franciszkanów - wzniesiony w 1937 roku
- Blok Alo